# Jersie Sogn
Jersie Sogn er et sogn i Greve-Solrød Provsti (Roskilde Stift).
I 1800-tallet var Kirke Skensved Sogn anneks til Jersie Sogn. Begge sogne hørte til Tune Herred i Roskilde Amt. Jersie-Skensved sognekommune blev ved kommunalreformen i 1970 indlemmet i Solrød Kommune.
Jersie Sogn ligger Jersie Kirke.
I sognet findes følgende autoriserede stednavne:
- Jersie (bebyggelse, ejerlav)
- Jersie Strand (bebyggelse)
- Torøgel Huse (bebyggelse)